# Integra Hellsing
Integra Hellsing, celým jménem Lady (sir) Integra Fairbrook Wingates Hellsing je fiktivní postava z japonského komiksu (mangy) a animovaného televizního seriálu (anime) Hellsing.
Její věk je 22 let, je člověk, šlechtična a protestantský rytíř. Vede tajnou britskou vládní organizaci Hellsing, založenou Abrahámem van Hellsingem pro boj proti upírům. Je mistryní upíra Alucarda. Její vlastní povinností je chránit Spojené království, královnu a anglikánskou církev.

## Vzhled
Integra Hellsing má krémově hnědou kůži, modré oči a dlouhé blond vlasy. Je vysoká a štíhlá. Nejčastěji nosí černý společenský oblek, bílou košili s knoflíky, černé boty a červenou kravatu. Používá brýle, po zranění levého oka používá černou pásku přes oko.

## Schopnosti
Je vynikající a rychlý šermíř s dokonalými reflexy. Mezi další schopnosti patří takřka nadlidská přesnost střelby.